# Governo de Salvação Nacional (Iêmen)
Governo de Salvação Nacional é o governo iemenita não reconhecido internacionalmente iniciado em 4 de outubro de 2016 representando o Conselho Político Supremo.

## Histórico
Em 2 de outubro de 2016, os Houthis instruíram Abdel-Aziz bin Habtour a formar um governo dissidente. No dia 4 de outubro ele formou seu governo composto por vinte e sete ministros. 
O governo foi formado por ministros dos houthis, do Congresso Geral do Povo, dos sulistas, dos políticos independentes e por cinco mulheres.
No entanto, não foi reconhecido pelas Nações Unidas, França e Reino Unido.
Em 28 de novembro de 2016, o governo foi revisado. A nova equipe, totalizando quarenta e dois ministros, é composta pelos houthis e membros pró-Saleh do Congresso Geral do Povo.
Em 10 de dezembro de 2016, o governo obtêm a confiança dos 156 membros presentes na Câmara dos Deputados.
Em 6 de abril de 2017, bin Habtour renunciou após as tensões com os Houthis. Na verdade, Saleh Ali al-Sammad recusou que o ministro das Relações Exteriores Hisham Sharaf Abdullah fosse, como desejado pelo Congresso Geral do Povo, também Ministro do Planejamento.
Em 13 de dezembro de 2017, alguns dias após a morte de Ali Abdullah Saleh durante a Batalha de Saná contra os Houthis, bin Habtour decide retirar sua renúncia.